# Acanthomastax
Acanthomastax is een geslacht van rechtvleugeligen uit de familie Euschmidtiidae. De wetenschappelijke naam van dit geslacht is voor het eerst geldig gepubliceerd in 1964 door Descamps.

## Soorten
Het geslacht Acanthomastax omvat de volgende soorten:
- Acanthomastax alata Bruner, 1910
- Acanthomastax bifida Descamps, 1964
- Acanthomastax dentifera Descamps, 1971
- Acanthomastax maroantsetrae Descamps, 1971